# Vasai
Vasai, históricamente conocida como el camino de Bassein o Baçaim es una ciudad suburbana histórica al norte de Mumbai en el estado de Maharashtra, India. Forma parte de la ciudad de Vasai-Virar.

## Historia
Fue un territorio portugués entre 1535 y 1739. Los portugueses construyeron el fuerte Bassein para fortalecer su presencia en el mar Arábigo. En 1739 el fuerte fue capturado por el ejército maratha. 
Los británicos tomaron los territorios marathas durante la Primera guerra anglo-maratha.

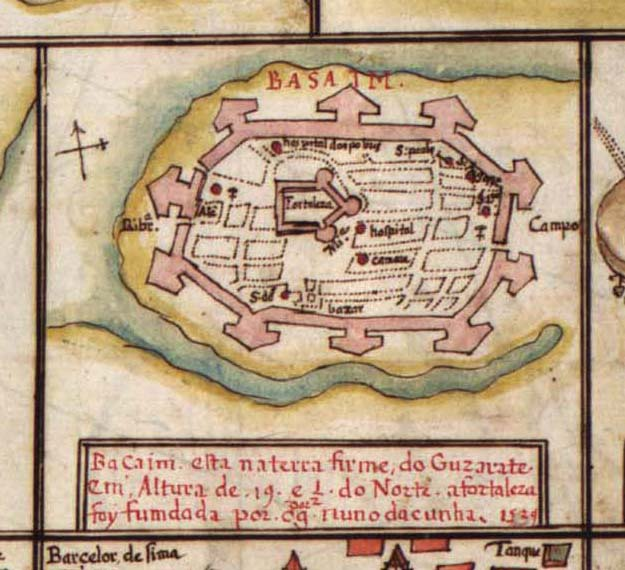
Mapa de Bassein (c. 1539)

## Clima
El clima global es estable con días muy lluviosos y escasos días con temperaturas extremas. La temperatura varía de 22 a 36 °C. Las temperaturas de invierno están entre 12 a 25 °C  mientras que las de verano rondan entre los 36 a 41 °C. El 80% de las lluvias se concentran entre junio y octubre. El promedio de lluvias está entre los 2.000 y 2.500 mm y la humedad ronda el 61 a 86%. Los días más secos son los de invierno mientras los días más húmedos son en julio.

## Industrialización
La parte oriental de Vasai está altamente industrializada con pequeñas y medianas industrias que producen una amplia gama de bienes.

## Transporte
La estación de ferrocarril local es conocida como la ruta de Vasai. El transporte de autobuses municipales de  Vasai-Virar recorren todas las rutas importantes. Además de autobuses, Rikshaws o Dum-Dum son la fuente de transporte en la región.